# Il segreto della vecchia signora
Il segreto della vecchia signora (From the Mixed-Up Files of Mrs. Basil E. Frankweiler) è un film del 1973 diretto da Fielder Cook.
Si tratta della prima versione cinematografica del romanzo "Fuga al museo" (From the Mixed-Up Files of Mrs. Basil E. Frankweiler) scritto da E.L. Konigsburg. La seconda versione realizzata nel 1995 vede come protagonista Lauren Bacall.

## Trama
Stanca della vita nel New Jersey, dove non si sente apprezzata, la giovane Claudia Kinkaid decide di fuggire a New York portando con sè il fratellino Jamie. Per caso entrano al Metropolitan Museum dove si nascondono per alcuni giorni.
Girovagando nel museo si interessa alla statua di un angelo, forse realizzata da Michelangelo, e decide di mettersi in contatto con la proprietaria, la scontrosa vedova Frakweiler. Dapprima infastidita la donna si avvicina ai ragazzini e promette loro di rivelare il segreto della statua se loro le raccontano la loro avventura.